# Girando Otello
Girando Otello (Filming Othello) è un film documentario del 1978 diretto da Orson Welles, sulla realizzazione del suo film del 1951 su Otello.

## Trama
Seduto vicino alla sua fida moviola, Welles narra e spiega le vicissitudini e le intenzioni dietro la produzione del suo adattamento cinematografico di Otello. La conversazione con lo spettatore si concentra inizialmente sul contenuto tematico del film, passando poi per il profilo psicologico dei personaggi, discusso assieme a Micheal MacLiammoir (Iago, nel film) e Hilton Edwards (Brabantio, nel film). Le scelte estetiche (costumi, set e scena d'apertura) sono discusse in un segmento girato dopo una proiezione del film a Boston, con domande da parte del pubblico. Il documentario si conclude con Welles che dichiara il suo desiderio di poter parlare di Otello al 'futuro' e non al 'passato', come se fosse un film ancora da realizzare, dicendo:  Quell'Otello sarebbe un gran film. Buonanotte. 